# Mohamed Abo Treka

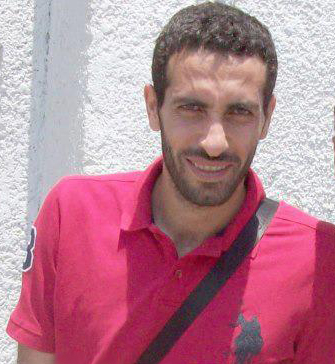
Mohamed Abo Treka in 2010

Mohamed Abo Treka (Gizeh, 7 november 1978), ook wel bekend als Aboutrika, is een voormalig Egyptische profvoetballer die voornamelijk uitkwam voor Al-Ahly. Op 2 februari 2012 zei hij te stoppen met voetballen naar aanleiding van de Port Said-stadionramp, op de Olympische Zomerspelen 2012 deed hij toch mee met het nationale elftal van Egypte. Uiteindelijk stopte hij in 2013.

## Clubvoetbal
Abo Treka speelde van 2000-2003 bij Tersana. In 2004 vertrok hij naar Al-Ahly, waarmee de Egyptenaar in 2005 en 2006 de CAF Champions League veroverde. Hierdoor plaatste Al-Ahly zich beide keren voor het WK voor clubs. In 2005 kwam de Egyptische club niet verder dan de zesde plaats, in 2006 verliep het toernooi een stuk beter. Abo Treka was samen met de Angolees Flávio Amado de grote uitblinker bij Al-Ahly. De Egyptenaar zorgde er met een doelpunt voor dat zijn club de halve finale bereikte ten koste van Auckland City FC (2-0). In de halve finale werd met 2-1 verloren van het Braziliaanse SC Internacional, maar Al-Ahly zou uiteindelijk de derde plaats behalen. In de troostfinale tegen het Mexicaanse Club América zorgde Abo Treka met twee doelpunten, waarvan één uit een vrije trap, voor een 2-1-overwinning. Met drie doelpunten werd Abo Treka topscorer van het WK.

## Nationaal elftal
Abo Treka maakte deel uit van de Egyptische selectie bij de strijd om de Afrika Cup 2006 dat in Egypte werd gehouden. In de openingswedstrijd op 20 januari tussen Egypte en Libië scoorde hij het tweede Egyptische doelpunt in de met 3-0 gewonnen wedstrijd. In de derde groepswedstrijd tegen Ivoorkust scoorde Abo Treka opnieuw de tweede treffer voor De Farao's in een wedstrijd die in 3-1 eindigde. Uiteindelijk werd Abo Treka in eigen land met Egypte Afrikaans kampioen.
Aboutreika scoorde het winnende doelpunt in de Afrika cup finale 2008 tegen Kameroen. Aboutreika ontving de bal via Mohammed Zidan die via geduw en getrek de bal af kon passen en daardoor kon Aboutreika scoren. Egypte won hiermee haar zesde titel. Aboutreika kon niet meedoen met de Afrika Cup 2010 door een blessure aan zijn voet.

## Terreurlijst
Op woensdag 18 januari 2017 zette de Egyptische regering oud-voetballer Aboutrika op de terreurlijst. Hij zou banden hebben met de verboden organisatie Moslimbroeders, zo meldde zijn advocaat Een speciale commissie die zich buigt over de fondsen van de Moslimbroeders had al eerder zijn tegoeden bevroren. Maar de voetballer die ongeveer tien jaar aanvoerder was van het nationale elftal ontkent dat hij banden onderhoudt met de verboden organisatie. Op 18 mei 2024 annuleert het Egyptische Hof van Cassatie de registratie van Mohamed Aboutrika en meer dan 1.500 mensen op ‘terroristische’ lijsten die zijn opgesteld vanwege hun vermeende banden met de Moslimbroederschap.

## Erelijst

### Nationaal Elftal
- Afrika Cup (2006, 2008, 2010)

### Club
- FIFA Club World Cup 2006 3de plaats.
- CAF Champions League 2005, 2006, 2008.
- Egyptische Premier League 2004-2005, 2005-2006, 2006-2007, 2007-2008, 2008-2009.
- CAF Supercup 2006, 2007, 2009.
- Egyptische Beker 2006, 2007.
- Egyptische Supercup 2005, 2006, 2007, 2008.

### Individueel
- 2de plaats CAF Afrikaans voetballer van het jaar 2008
- Genomineerd voor BBC Afrikaans voetballer van het jaar 2006
- BBC Afrikaans voetballer van het jaar 2008
- Winnaar CAF Beste Afrikaanse speler in clubcompetities 2008
- Winnaar CAF Beste Afrikaanse speler in clubcompetities 2006
- Populairste voetballer van Afrika 2009 en 3de van de wereld
- Populairste voetballer van de wereld 2008
- Populairste voetballer van de wereld 2007

- Gemeinsame Normdatei: 116353384X
- Virtual International Authority File: 2652153363086337520006
- WorldCat: E39PBJqk3VvK8HHvGxpfYtKPQq